# Park Krajobrazowy Cysterskie Kompozycje Krajobrazowe Rud Wielkich
Park Krajobrazowy „Cysterskie Kompozycje Krajobrazowe Rud Wielkich” – park krajobrazowy w zachodniej części województwa śląskiego, założony w 1993, celem zachowania, ochrony i popularyzacji walorów przyrodniczych i kulturowych objętego nim obszaru.

## Położenie
Powierzchnia parku wynosi 49 387 ha. Natomiast powierzchnia otuliny liczy 14 010 ha (składa się z 5 niestykających się ze sobą obszarów). Swoją powierzchnią obejmuje północno-wschodnią część Raciborza (począwszy od wschodniego brzegu kanału Ulgi wraz z dzielnicą Markowice aż po wschodnią granicę miasta wraz z Arboretum Bramy Morawskiej – na terenie miasta zajmuje powierzchnię ok. 12 km²), północną część Rybnika, a także następujące gminy lub ich części: Czerwionka-Leszczyny, Gaszowice, Jejkowice, Knurów, Kornowac, Kuźnia Raciborska, Lyski, Nędza, Orzesze, Pilchowice, Rydułtowy, Sośnicowice, Suszec, Żory. Park należy pod względem powierzchni do największych parków w Polsce.

## Użytkowanie gruntów
| Powierzchnia | Lasy      | Użytki rolne | Wody   | Pozostałe |
| ------------ | --------- | ------------ | ------ | --------- |
| 49 387 ha    | 28 840 ha | 16 806 ha    | 635 ha | 3 106 ha  |
| 100%         | 58,40%    | 34,03%       | 1,28%  | 6,29%     |

Według struktury użytkowania gruntów lasy zajmują powierzchnię 28 387 ha (58,4%), użytki rolne – 16 806 ha (34,03%), wody – 635 ha (1,28%) oraz nieużytki i tereny zurbanizowane obejmujące 3 106 ha (6,29%).
W obrębie parku znajduje się rezerwat przyrody Łężczok, założony w 1957 r., o powierzchni 477,38 ha.

## Historia

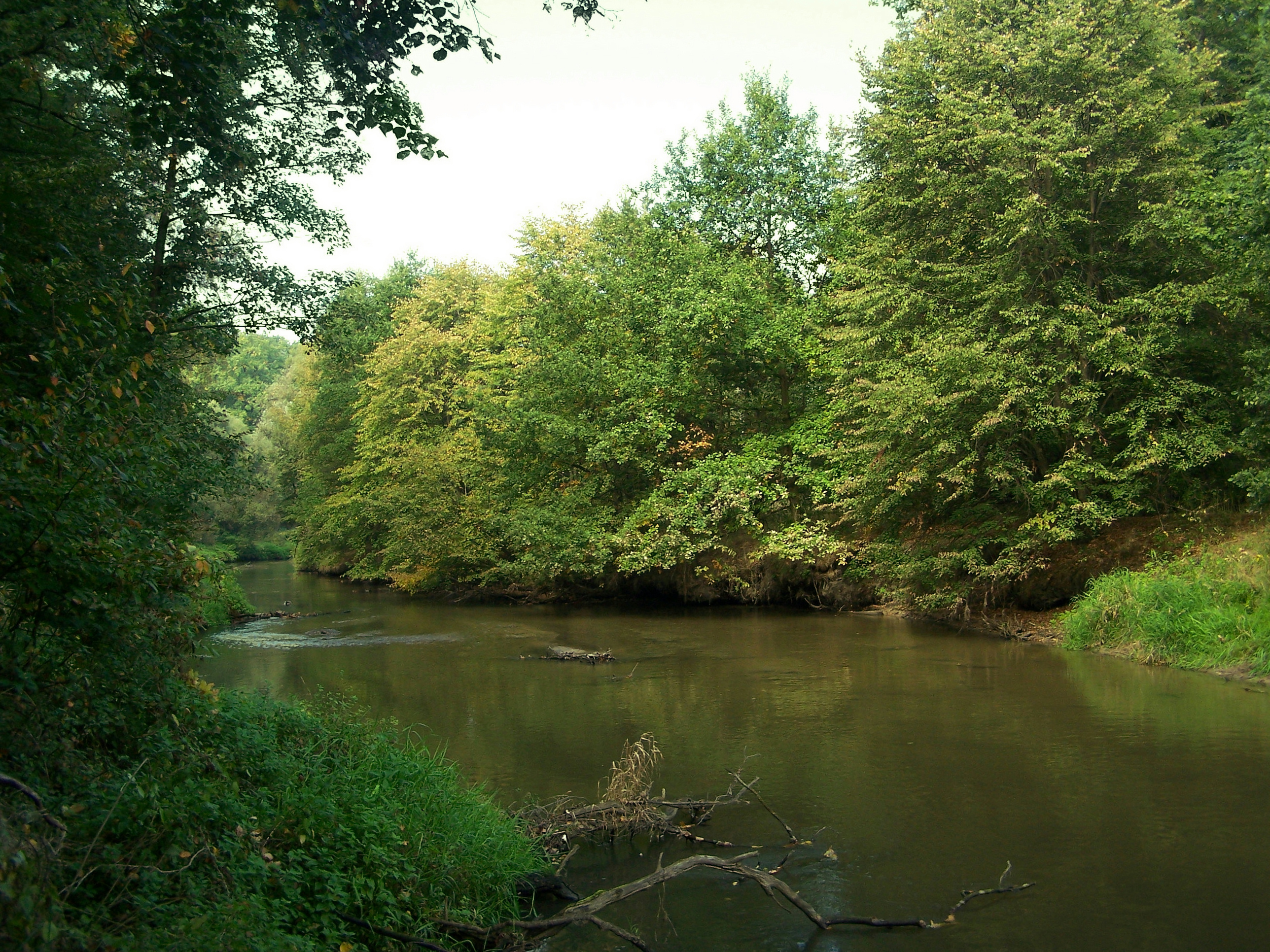
Rzeka Ruda przepływająca przez PK Cysterskie Kompozycje Krajobrazowe Rud Wielkich

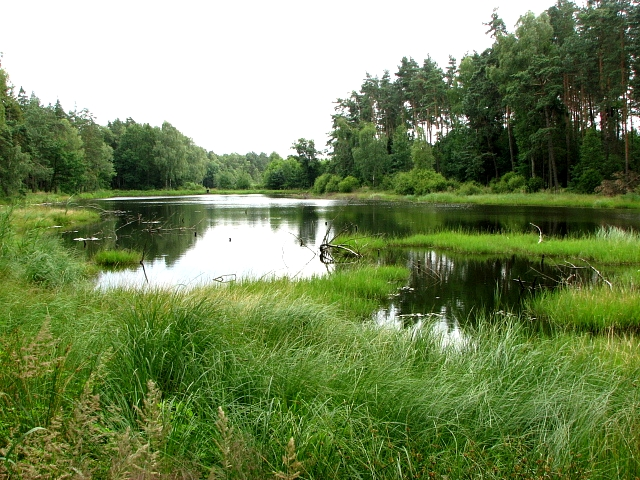
Staw Łańcuchowy

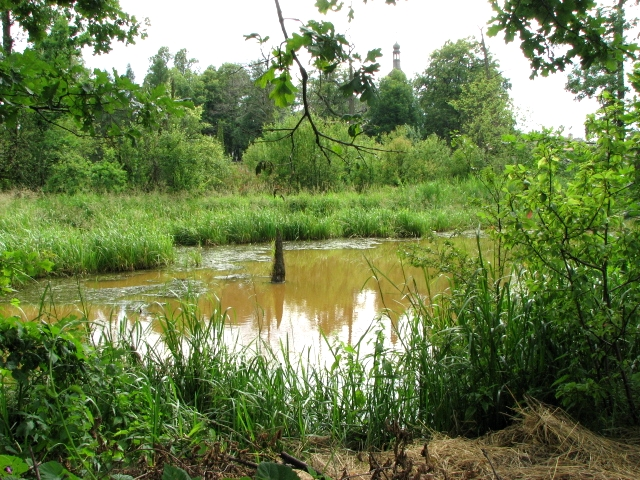
Park Krajobrazowy w Bełku

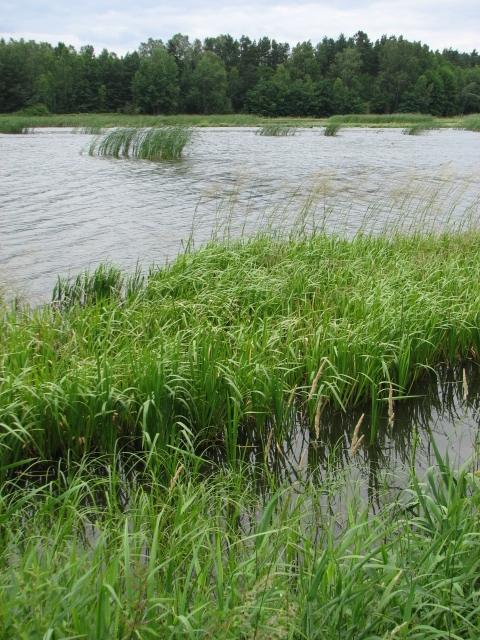
Staw Gichta

Oprócz naturalnych walorów przyrodniczych ochronie podlegają wartości historyczno-kulturowe. Zalicza się do nich krajobraz ukształtowany w wyniku działalności cystersów, którzy przybyli do Rud z Francji w 1258 roku Zakonnicy, znani z pracowitości i gospodarności, przyczynili się do rozwoju gospodarczego obszaru. Na terenie parku zachowały się pozostałości pocysterskiej kuźnicy miedzi z XVIII wieku (Ruda Kozielska), kopalni rud żelaza z XVIII wieku (Trachy), hut żelaza z XVI-XIX wieków, hałd poeksploatacyjnych itp. W Rudach zachował się pocysterski kościół i zespół klasztorno-pałacowy z jednym z największych w Polsce parków w stylu angielskim.
23 listopada 1993 roku w celu ochrony przyrodniczych, kulturalnych i krajobrazowych walorów ziemi raciborskiej oraz rybnickiej Rozporządzeniem Nr 181/93 Wojewody Katowickiego (Dz. Urz. Woj. Kat. z 1993 r., Nr 15/93, poz. 130) został powołany Park Krajobrazowy Cysterskie Kompozycje Krajobrazowe Rud Wielkich. Park od 2000 roku wchodzi w skład Zespołu Parków Krajobrazowych Województwa Śląskiego.

## Ochrona
Ochronie podlegają pozostałości naturalnych lasów łęgowych i grądowych, typowych dla doliny górnej Odry oraz stawy – tereny lęgowe ptaków i siedliska rzadkiej roślinności błotnej i wodnej (m.in. cibora żółta, kotewka orzech wodny). Pomniki przyrody ożywionej i nieożywionej to m.in. głaz narzutowy na północny wschód od Rybnika-Paruszowca.
W Rudach znajduje się jeden z jego ośrodków edukacyjnych.

## Zabytki
- Pocysterski zespół klasztorno-pałacowy wraz z parkiem w Rudach,
- stawy hodowlane na terenie obecnego rezerwatu Łężczok,
- kościół św. Magdaleny z cmentarzem,
- drewniane kościoły w Wilczy, Bełku, Rybniku-Wielopolu, należące do Szlaku Architektury Drewnianej województwa śląskiego
- dwory, spichlerze, leśniczówki i pałacyki myśliwskie,
- zabytki techniki: kolejka wąskotorowa linii Bytom Karb – Markowice Raciborskie – należąca do Szlaku Zabytków Techniki Województwa Śląskiego